# Ciclamen
Ciclamen (Cyclamen) és un gènere de plantes amb flor.

## Taxonomia
Tradicionalment estava classificat dins la família Primulaceae però les classificacions filogenètiques l'ubiquen a la família Myrsinaceae.

## Particularitats
Són plantes herbàcies perennes que a l'estiu entren en repòs vegetatiu (estivació). Totes elles tenen una arrel amb substàncies de reserva que és tòxica pels humans. Les fulles són de forma arrodonida a triangular normalment variegades (amb bandes de color).
Les flors, de cinc pètals, s'agrupen en verticils i són de colors que varia del blanc al porpra. El fruit és en forma de càpsula amb cinc cambres i conté diverses llavors que són dispersades per les formigues.

## Usos
En jardineria s'usen sobretot varietats de l'espècie Cyclamen persicum.
L'aroma del ciclamen és apreciat des de fa molt de temps i ja era popular entre els romans. No obstant això, es va introduir a Europa al segle xvi. Avui dia, a més de ser una de les plantes més populars venudes pels floristes, és una matèria primera utilitzada en moltes creacions fragants, donant-los una frescor que és floral, dolç, verd i lleugerament humida. No obstant això, l'olor del ciclamen no es pot extreure de manera natural. Per tant, es reprodueix en el laboratori a partir d'altres matèries primeres. Per això, els perfumistes utilitzen el ciclamen aldehid, conegut per la seva olor fresca i lleugerament aquosa.

## Taxonomia
El gènere conté unes 20 espècies originàries de la zona mediterrània arribant també fins a l'Iran i Somàlia (Cyclamen somalense).
Cyclamen balearicum (Pa porcí) és una planta silvestre endèmica de les Balears tot i que també se n'han trobat algunes poblacions al sud de França i els Pirineus.
- Cyclamen africanum
- Cyclamen balearicum
- Cyclamen cilicium
- Cyclamen colchicum
- Cyclamen coum
- Cyclamen creticum
- Cyclamen cyprium
- Cyclamen graecum
- Cyclamen hederifolium
- Cyclamen intaminatum
- Cyclamen libanoticum
- Cyclamen mirabile
- Cyclamen parviflorum
- Cyclamen persicum
- Cyclamen pseudibericum
- Cyclamen purpurascens
- Cyclamen repandum
- Cyclamen rhodium
- Cyclamen rohlfsianum
- Cyclamen somalense
- Cyclamen alpinum

## Fotos

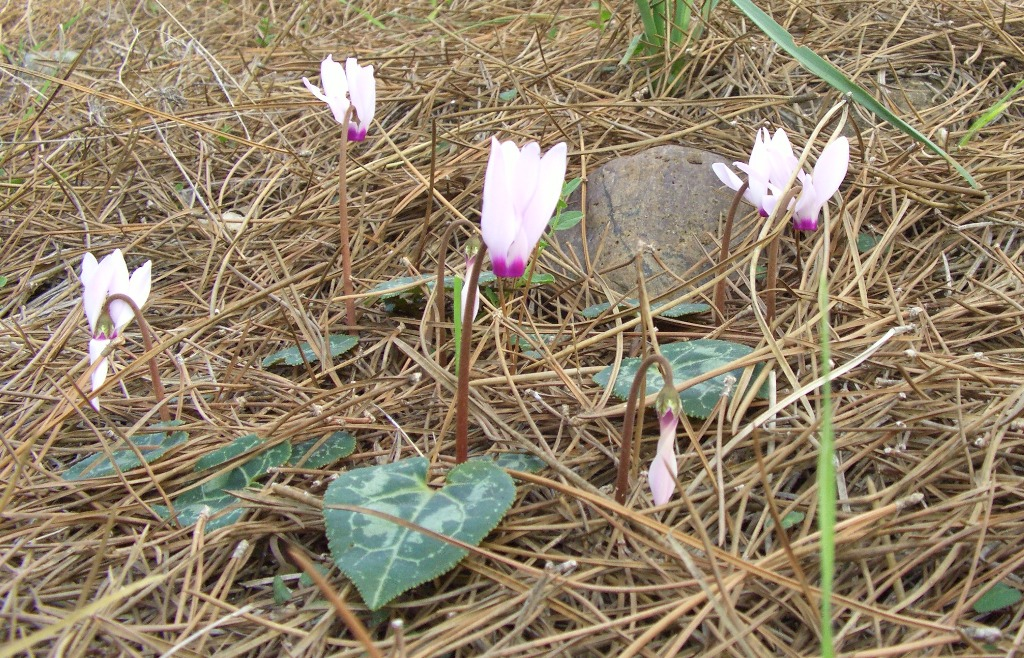
Cyclamen cilicium
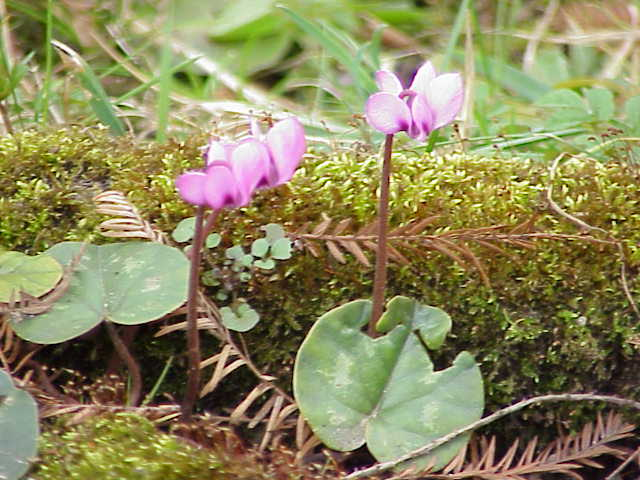
Cyclamen coum
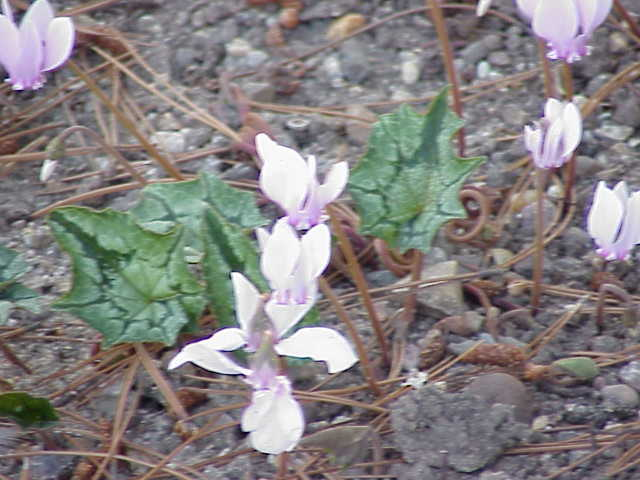
Cyclamen hederifolium
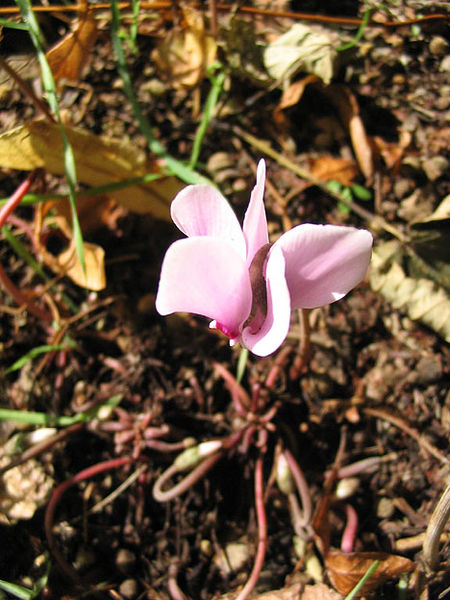
Cyclamen hederifolium
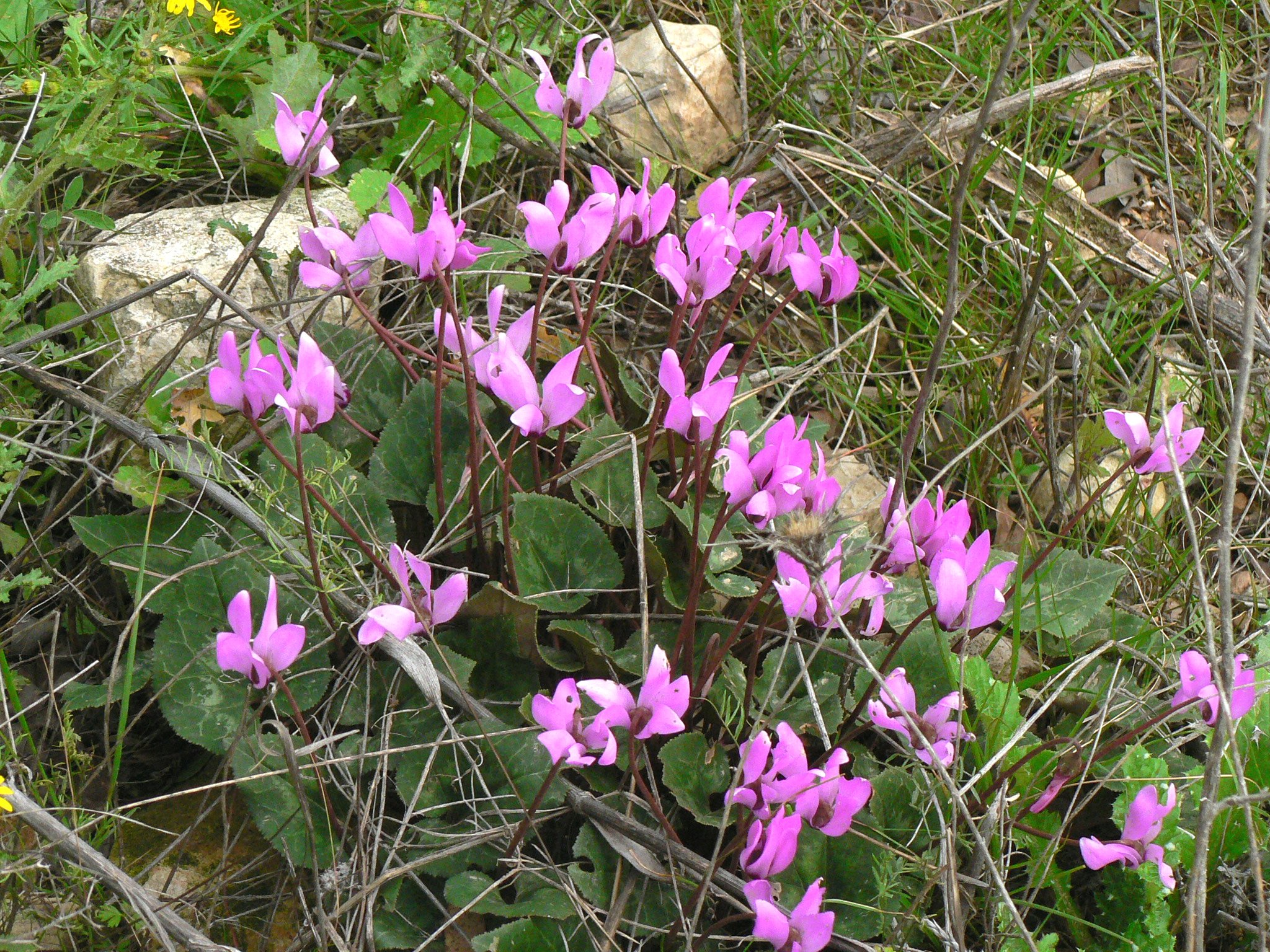
Cyclamen persicum (Israel)
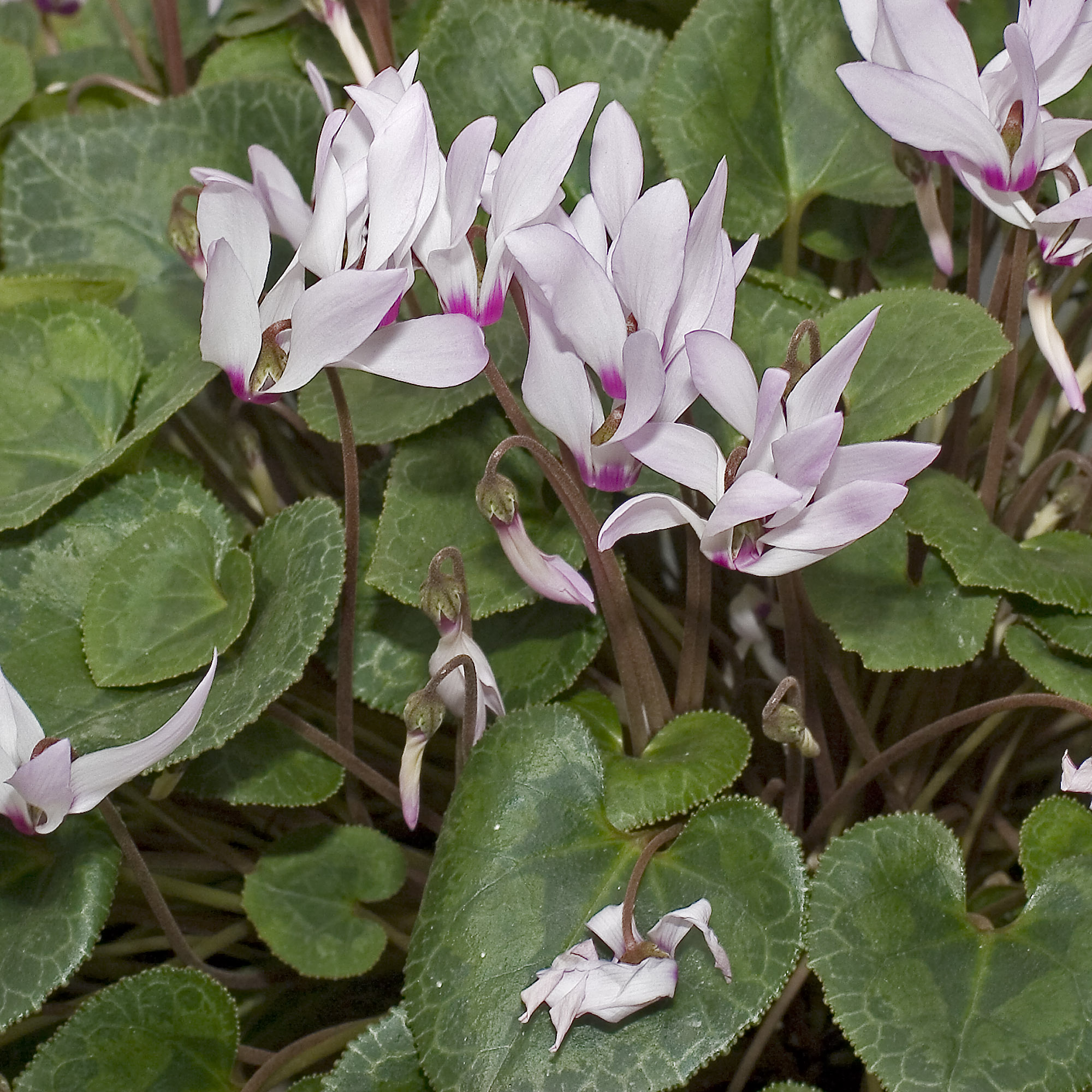
Cyclamen persicum
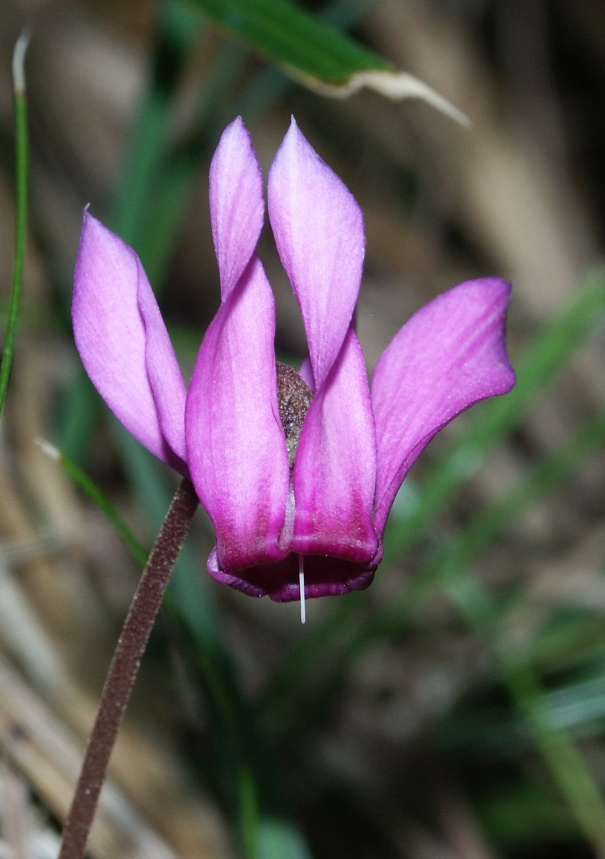
Cyclamen purpurascens
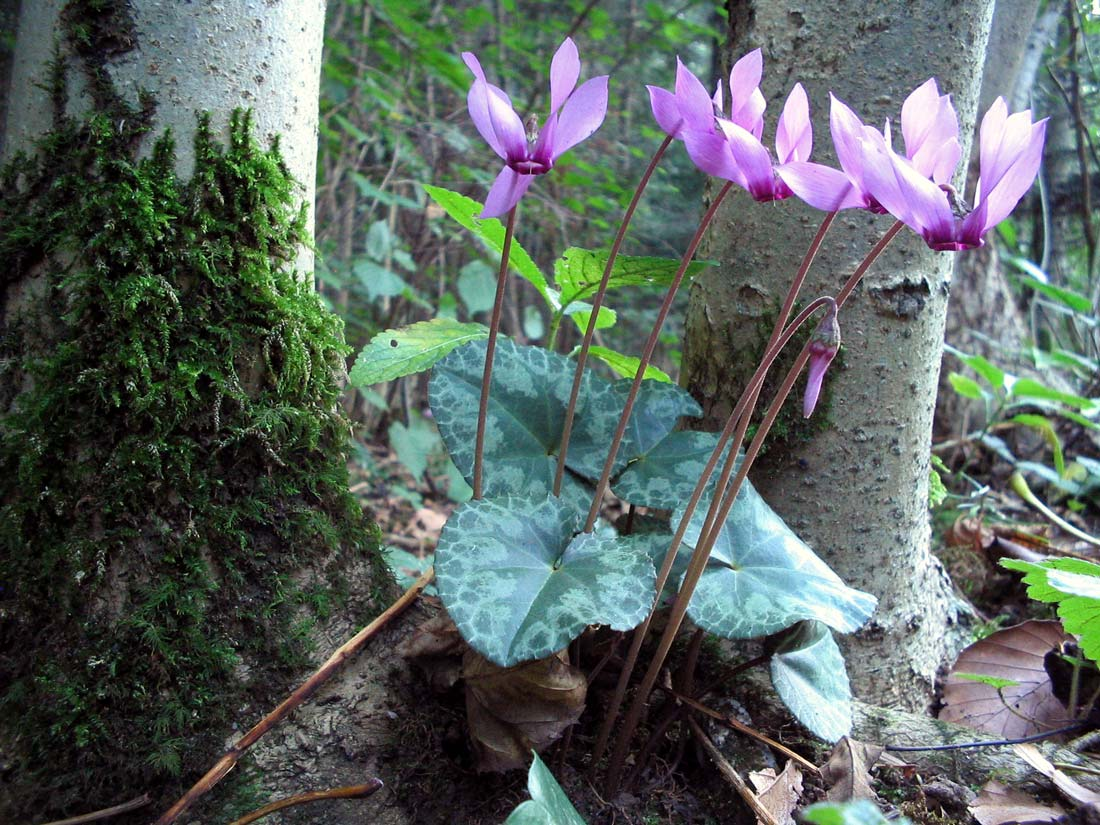
Cyclamen purpurascens
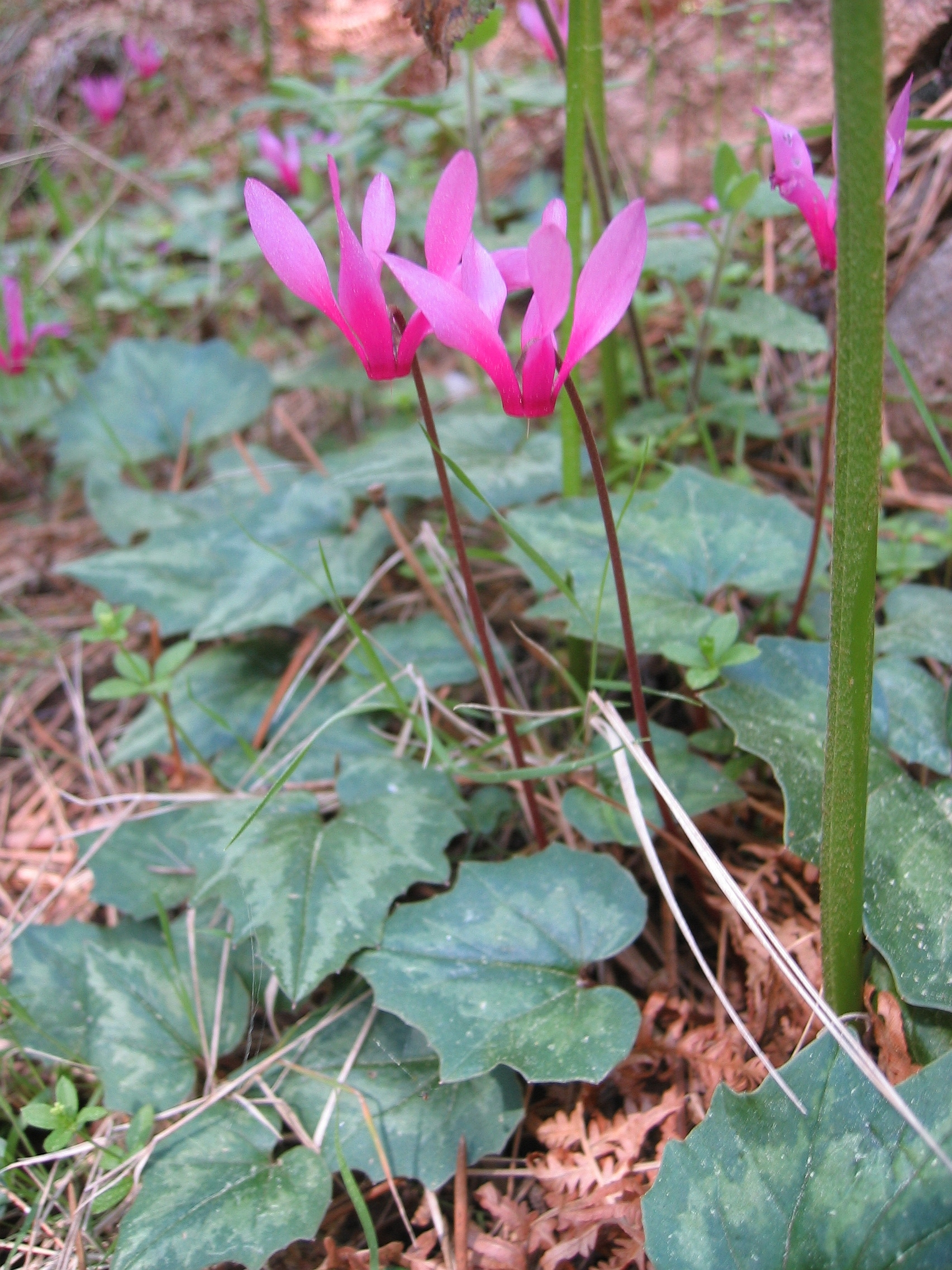
Cyclamen repandum (França)
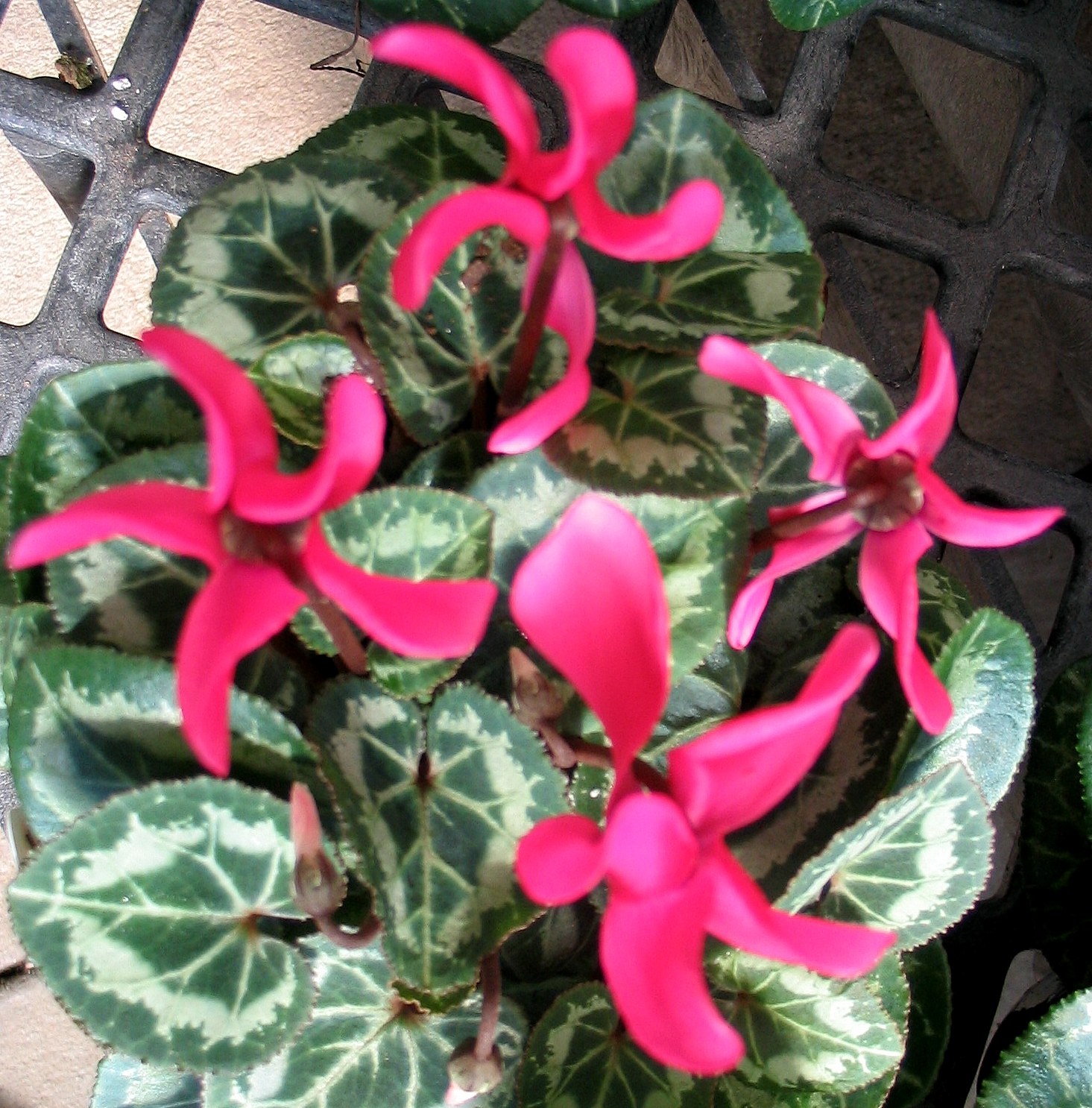
ciclamen conreat
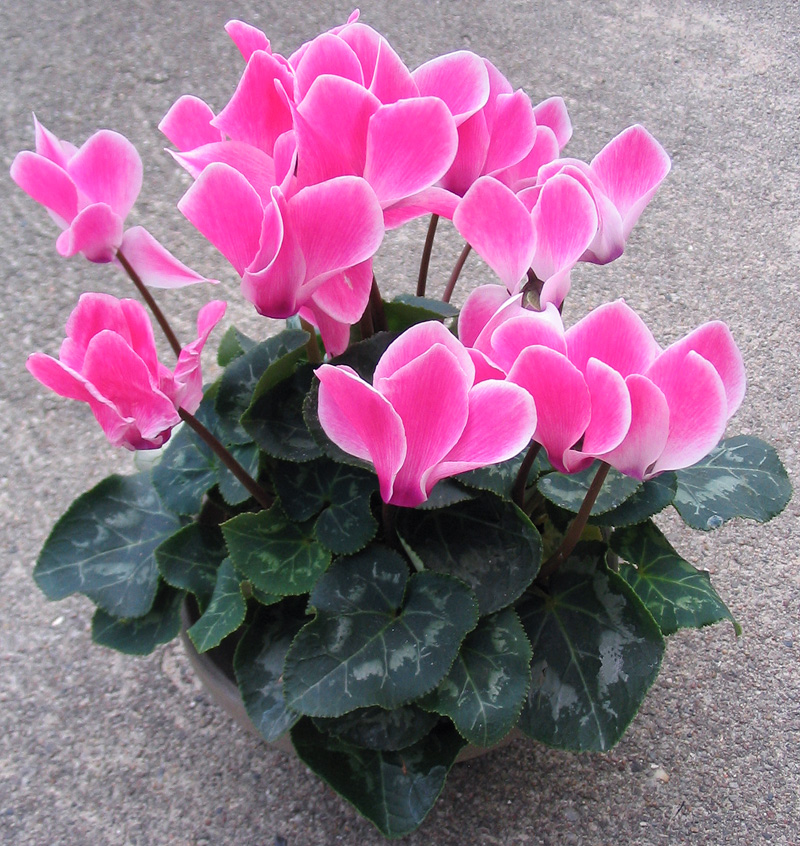
ciclamen conreat
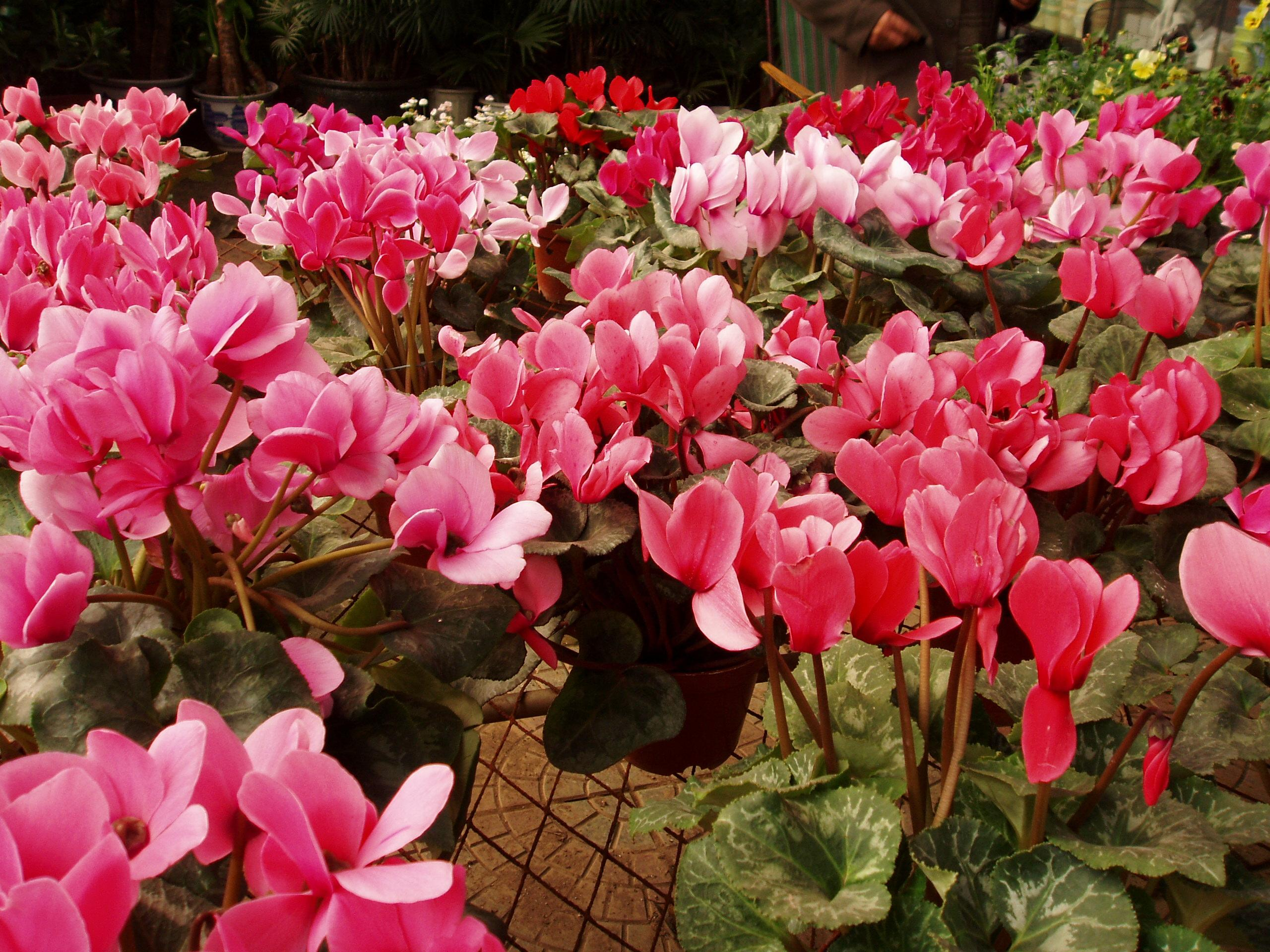
ciclamen conreat
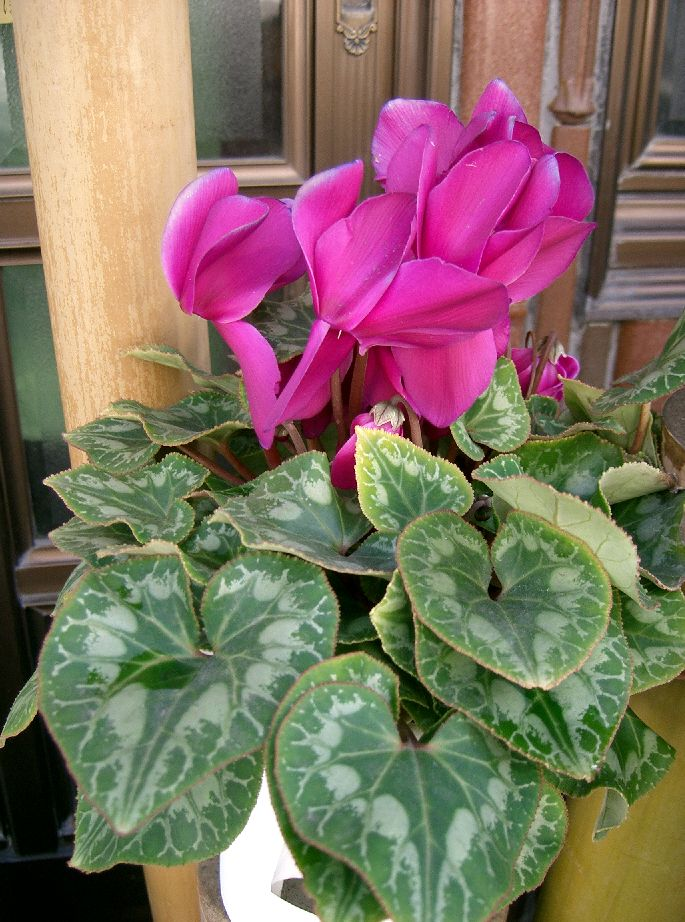
ciclamen conreat
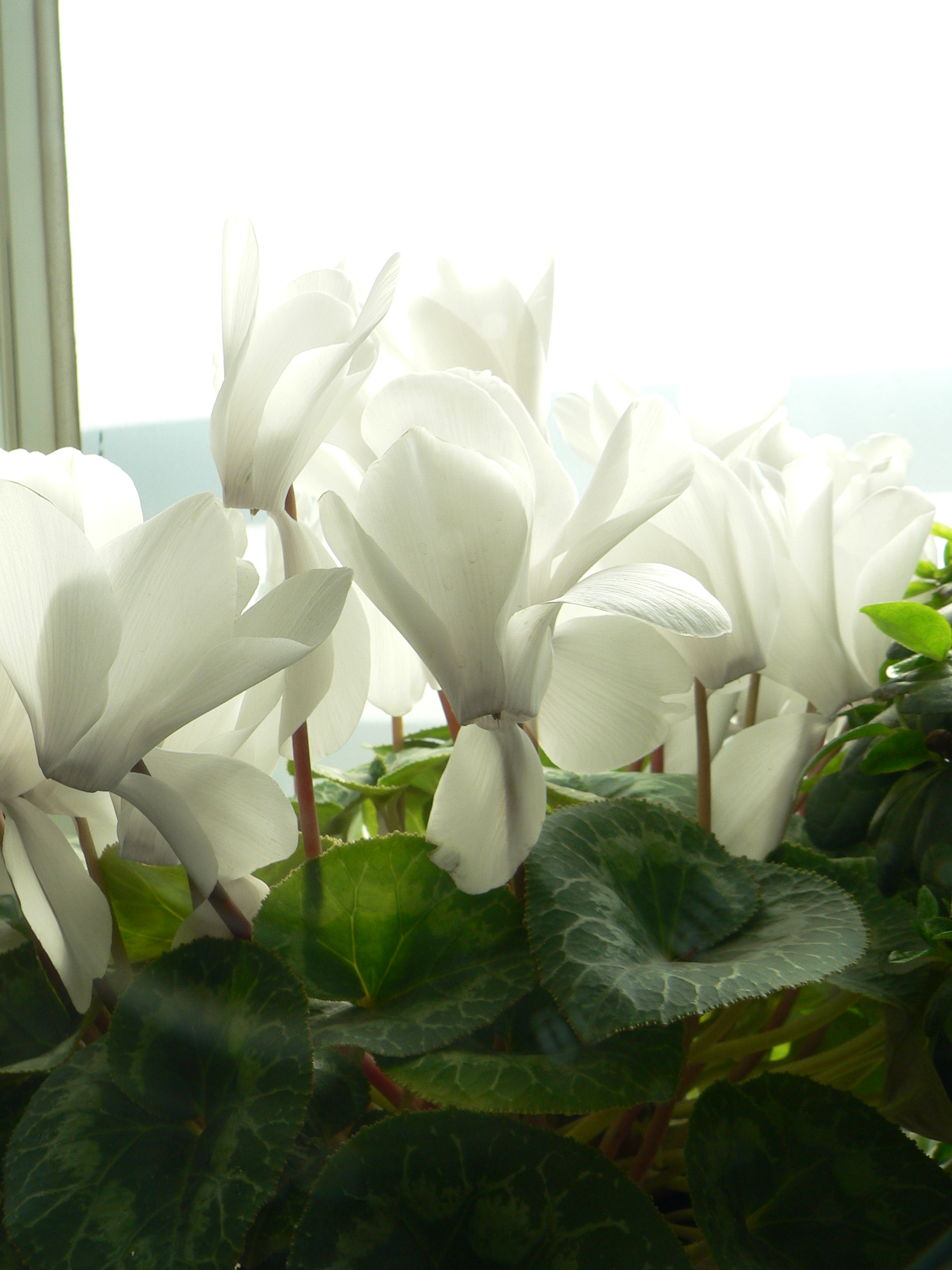
ciclamen conreat